# 주홍박각시

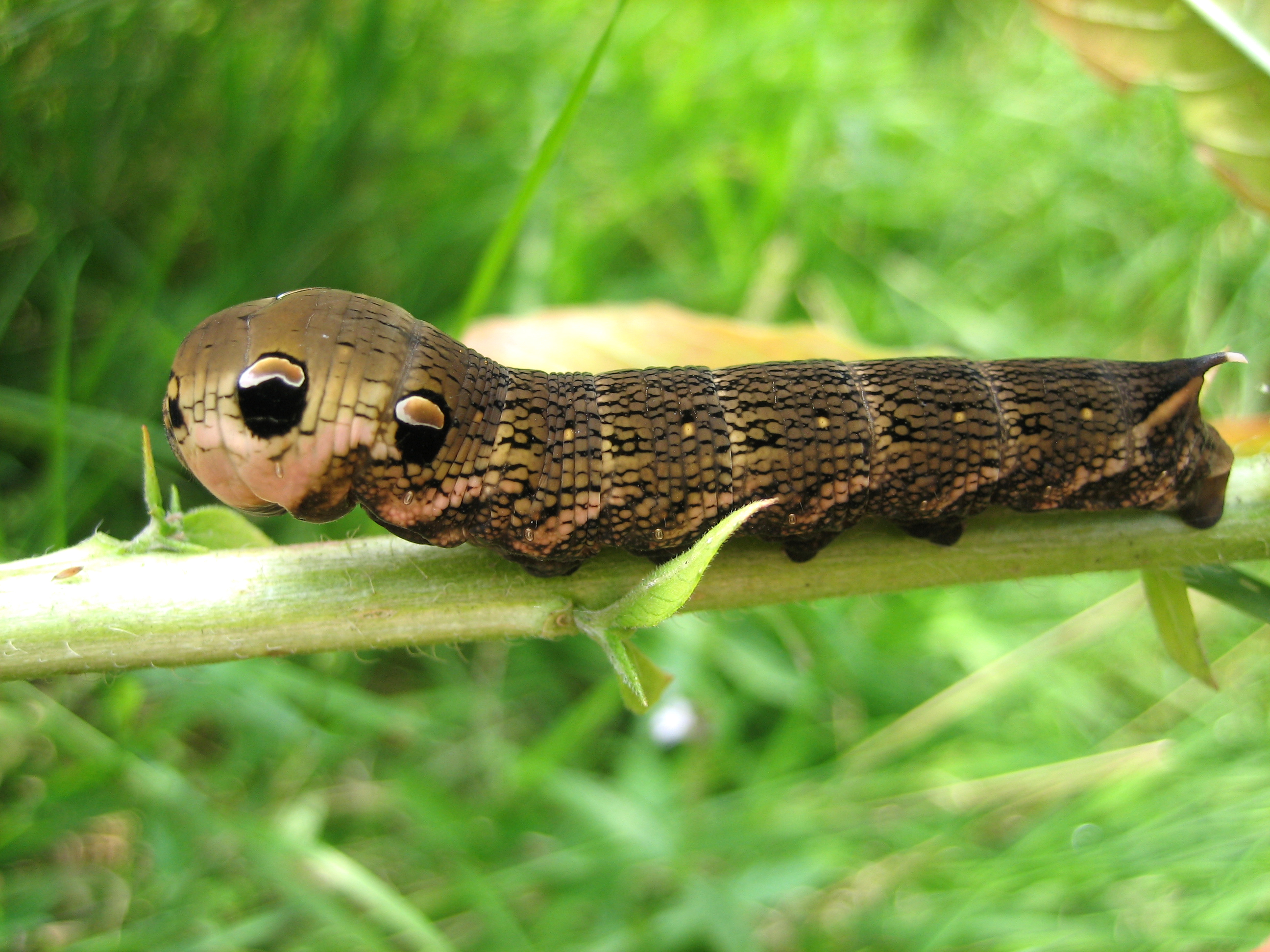
주홍박각시 애벌레

### 특징
앞날개 전연, 2개의 비스듬한 띠, 외연 일대 연모는 주홍색이다. 후연은 가는 흰색이다. 횡맥상에 작은 흰 점이 있고, 뒷날개는 주홍색 바탕에 기부(基部)에 넓게 검은색으로 되어 있다.
전국에 광역 분포하며, 성충은 5~9월에 나타난다. 먹이식물은 달맞이꽃이다. 국외에는 일본, 중국, 인도 등지에 분포한다.

## 사진

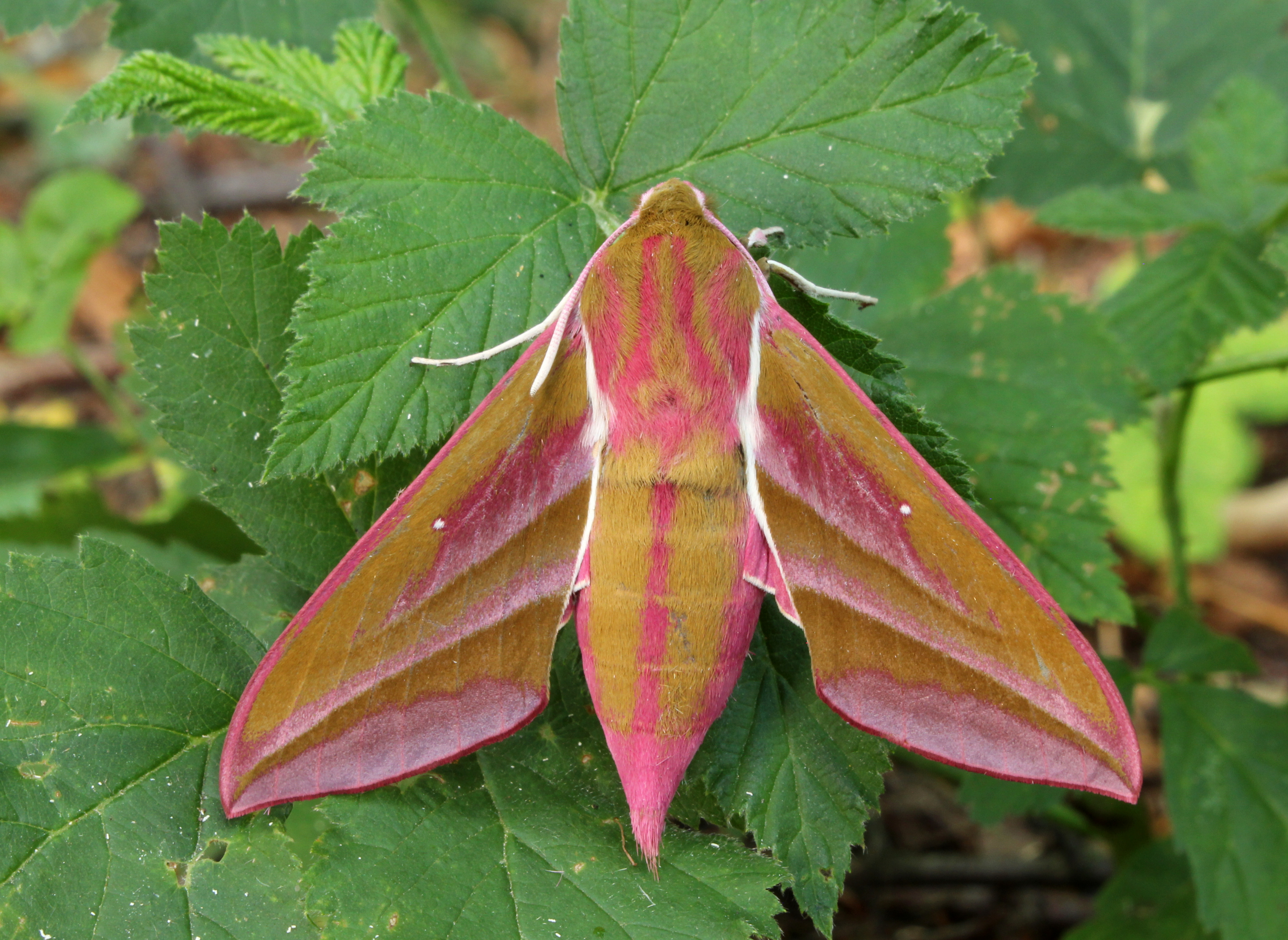
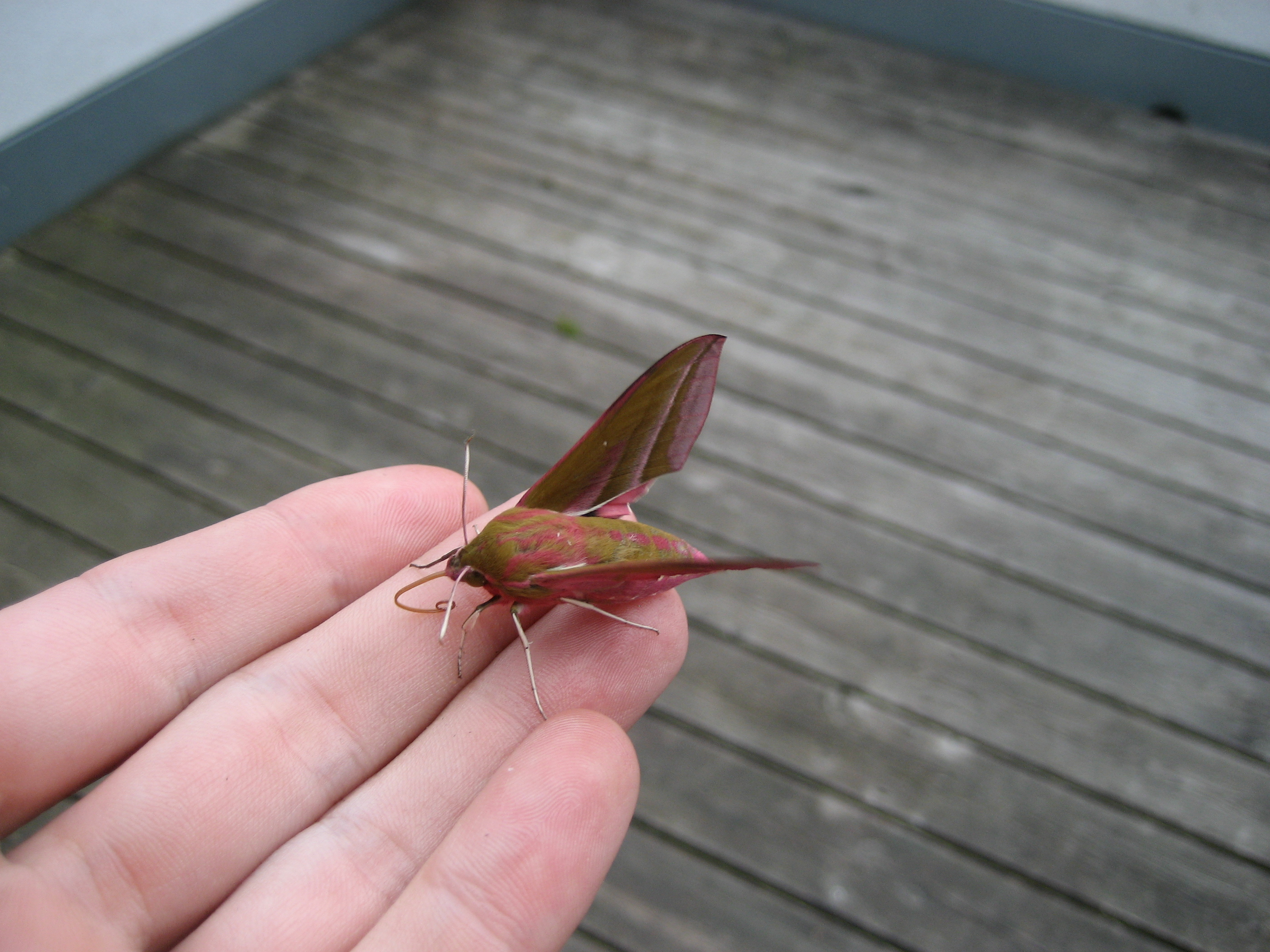
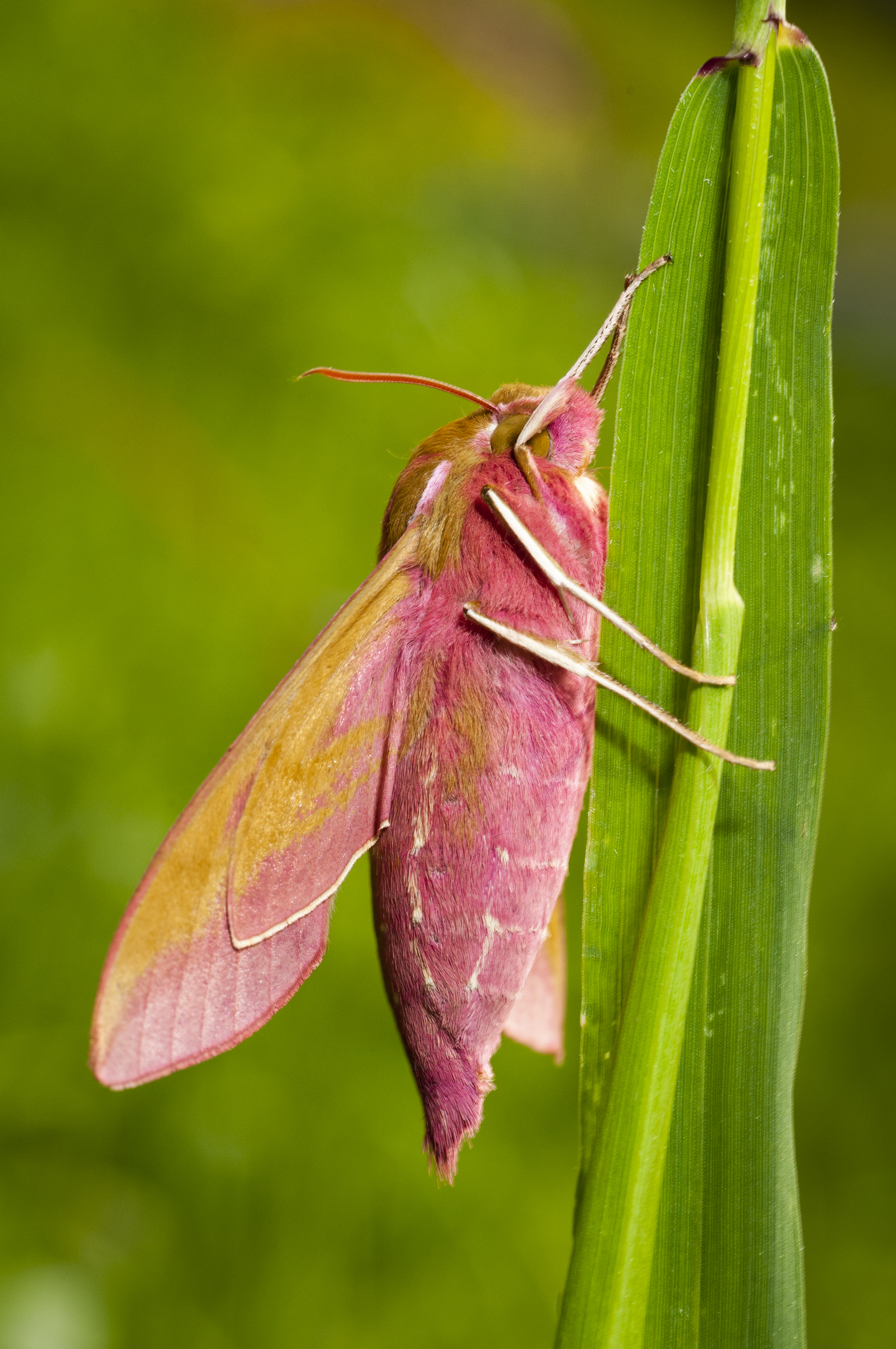